# Ingravescentibus Malis

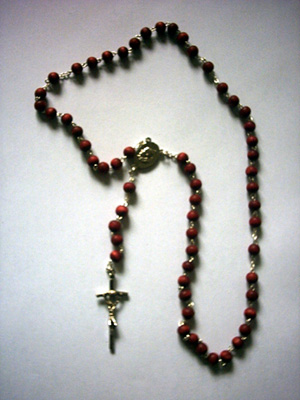
De rozenkrans

Ingravescentibus Malis (Latijn voor de steeds toenemende beproevingen) was een encycliek, uitgevaardigd door paus Pius XI op 29 september 1937, waarin hij opriep tot vertrouwen te stellen in de Maagd Maria en haar hulp in te roepen ter voorkoming van de vele misstanden in de wereld door het bidden van de rozenkrans.
In de encycliek gaf Pius XI verschillende voorbeelden uit het verleden, waarbij om de hulp van de Moeder Gods was gevraagd en die geleid had tot de oplossing van het probleem: de kruistochten, (indirect) de Slag bij Lepanto en het verdrijven van de Albigenzen. Het aanroepen van Maria in zou in de moderne tijd moeten leiden tot een oplossing van de dwalingen van het communisme en de aanhangers van de totalitaire staat.
Pius XI herinnerde de geestelijken eraan wat zijn voorganger, paus Leo XIII, over het bidden van de rozenkrans had gezegd: "een goede wijze van gebed…bruikbaar voor het verkrijgen van het eeuwige leven". De paus bekritiseerde de manier waarop over het bidden van de rozenkrans gedacht werd -alleen goed voor kinderen en gekke vrouwen- Zelfs Maria zelf zou hebben opgeroepen tot het bidden van de rozenkrans toen zij verscheen in de grot van Lourdes.
Tot slot riep de paus alle geestelijken op om het bidden van de rozenkrans in oktober, de rozenkransmaand, een speciale plaats te geven. De jeugd zou er energie door krijgen en zich gaan verzetten tegen elke vorm van rebellie, terwijl ouderen er verlichting en vrede uit konden putten. Een speciale rol was weggelegd voor de ouders, die het voorbeeld aan hun kinderen moesten geven

## Bijzonderheid
Op 13 juli 1917 zou de Maagd Maria aan drie Portugese kinderen zijn verschenen te Fátima en hen opgeroepen hebben iedere dag de rozenkrans te bidden. Ook onthulde zij een boodschap aan de wereld, bekend als het tweede geheim van Fátima. Centraal bij Maria’s oproep stond Rusland:
Om dat te verhinderen wil ik vragen Rusland aan mijn Onbevlekt Hart toe te wijden en de Communie van Eerherstel in te voeren op de eerste zaterdagen van de maand. Als men aan mijn verzoeken voldoet zal Rusland zich bekeren en zal er vrede zijn. Zo niet, dan zal het zijn dwalingen over de wereld verbreiden en oorlogen oproepen en vervolgingen van de Kerk.
Op 13 juni 1929 verscheen Maria aan Lucia opnieuw en herhaalde de boodschap. Nadat Lucia haar biechtvader hierover had geïnformeerd, lichtte hij op zijn beurt Pius XI in. Pius XI ging echter niet in op het verzoek van Maria, omdat dit in zijn ogen onverenigbaar zou zijn met zijn politiek ten opzichte van het communisme. Pas in 1937 nam Pius met zijn encycliek Divini Redemptoris stelling nemen tegen het communisme, voortkomend uit de grootschalige vervolgingen van geestelijken in Spanje en Rusland.
In 1984 zou paus Johannes-Paulus II de gehele wereld aan het Onbevlekt Hart van Maria toewijden, daarmee nog steeds niet tegemoetkomend aan de uitdrukkelijke wens van Maria.